# 1. ceremonia wręczenia nagród David di Donatello
1. ceremonia wręczenia włoskich nagród filmowych David di Donatello odbyła się 5 lipca 1956 roku w Cinema Fiamma w Rzymie.

## Laureaci

### Najlepszy reżyser
- Gianni Franciolini – Rzymskie opowieści (tytuł oryg. Racconti romani)

### Najlepszy producent
- Angelo Rizzoli – Wielkie manewry (tytuł oryg. Les grandes manoeuvres)
- Goffredo Lombardo – Chleb, miłość i... (tytuł oryg. Pane, amore e...)
- Nicolò Theodoli – Rzymskie opowieści (tytuł oryg. Racconti romani)

### Najlepsza aktorka
- Gina Lollobrigida – Najpiękniejsza kobieta śwata (tytuł oryg. La donna più bella del mondo)

### Najlepszy aktor
- Vittorio De Sica – Chleb, miłość i... (tytuł oryg. Pane, amore e...)

### Najlepszy producent zagraniczny
- Walt Disney – Zakochany kundel (tytuł oryg. Lady and the Tramp)

### Nagroda Targa d’oro
- Stewart Granger
- Jean Simmons